# Viking 2
Viking 2 – bezzałogowa sonda kosmiczna wysłana na Marsa przez amerykańską agencję kosmiczną NASA, druga z programu Viking. Wystrzelona 9 września 1975, weszła na orbitę okołomarsjańską 7 sierpnia 1976, a jej człon lądujący dotarł na powierzchnię planety 3 września 1976.

## Zadania misji
Sonda składała się z dwóch modułów: orbitera i lądownika.
Główne zadania orbitera:
- dostarczenie lądownika na Marsa
- wykonanie obserwacji powierzchni planety w celu ustalenia miejsca lądowania dla lądownika
- pośredniczenie w komunikacji lądownika z Ziemią
- przeprowadzenie własnych badań naukowych – m.in. wykonywanie zdjęć powierzchni, poszukiwanie wody, pomiary temperatur, badanie pola grawitacyjnego Marsa

Zadania lądownika:
- przeprowadzenie szeregu badań meteorologicznych, sejsmologicznych, zbadanie składu chemicznego, właściwości magnetycznych i fizycznych marsjańskiej atmosfery i powierzchni, w tym również próbek gruntu
- wykonanie serii eksperymentów dotyczących sprawdzenia możliwości przebiegu fotosyntezy, występowania metabolizmu oraz wyzwalania gazów, będących próbą weryfikacji hipotezy występowania życia organicznego na Marsie
- wykonanie zdjęć z miejsca lądowania – powierzchni planety, atmosfery, księżyców, Słońca oraz samego lądownika i jego aparatury

## Przebieg misji
Sonda Viking 2 została wystrzelona z przylądka Canaveral rakietą Titan 3E z górnym członem Centaur w dniu 9 września 1975.
7 sierpnia 1976 weszła na orbitę Marsa o początkowych parametrach 1500 na 33 000 km z okresem obiegu 24,6 h.
3 września nastąpiło oddzielenie się lądownika, który wylądował na powierzchni planety na równinie Utopia Planitia tego samego dnia o godzinie 22:37:50 UTC. Lądownik przekazał w sumie 3542 zdjęcia. Aparatura lądownika została wyłączona w dniu 11 kwietnia 1980 z powodu awarii akumulatorów.
Orbiter podczas swojej misji wykonał szereg manewrów, które zwiększyły inklinację jego orbity, dzięki czemu możliwe było sfotografowanie rejonów biegunowych planety. W październiku 1977 zbliżył się na odległość 22 km do księżyca Marsa – Deimosa. Orbiter po wycieku paliwa został umieszczony na orbicie o parametrach 302 na 33 176 km i wyłączony 25 lipca 1978. Przekazał na Ziemię prawie 16 000 zdjęć wykonanych podczas 706 obiegów Marsa.
Misja, podobnie jak siostrzana misja Viking 1, zakończyła się pełnym sukcesem. Badania Marsa, planowane początkowo na 90 dni, potrwały kilka lat. Po 1245 dniach przekazywania obrazów telewizyjnych i informacji naukowych z powierzchni Marsa lądownik Viking 2 nadał ostatni meldunek. Przyczyną, która spowodowała, że komputer wyłączył wszystkie układy, był nieoczekiwany brak zasilania. Każdy z lądowników obu Vikingów mógł przekazywać informacje w dwojaki sposób: poprzez orbiter lub bezpośrednio na Ziemię. Po upływie roku spędzonego przez lądownik Viking 2 na Utopia Planitia, pozostała mu już tylko łączność poprzez satelitę. Ponieważ w lipcu aparatura jednego z orbiterów została wyłączona, oba lądowniki obsługiwał drugi. Ten z kolei, wskutek wyczerpywania się zasobów sprężonego gazu, służącego do dokonywania poprawek orbity, postanowiono w ostatniej chwili (w czerwcu 1980 roku) wykorzystać do wykonania końcowej serii zdjęć szczegółowych, obejmujących słabo dotąd zbadane rejony Marsa w rejonie Chryse Planitia. W ten sposób zerwana została łączność lądownika z Ziemią. Przeprowadzone eksperymenty nie dały rezultatów świadczących o występowaniu życia.